# Pakistan na Letnich Igrzyskach Olimpijskich 1984
Pakistan na Letnich Igrzyskach Olimpijskich 1984 reprezentowało 31 zawodników (sami mężczyźni). Był to 9. start reprezentacji Pakistanu na letnich igrzyskach olimpijskich.

## Zdobyte medale
| Medal | Zawodnik | Dyscyplina      | Konkurencja | Rezultat |
| ----- | --- | --------------- | ----------- | -------- |
| Złoto | Syed Ghulam Moinuddin, Qasim Zia, Nasir Ali, Abdul Rashid Al-Hasan, Ayaz Mahmood, Naeem Akhtar, Kalimullah, Manzoor Hussain, Hassan Sardar, Hanif Khan, Khalid Hamid, Shahid Ali Khan, Tauqir Dar, Ishtiaq Ahmed, Salim Sherwani, Mushtaq Ahmed | hokej na trawie |             |          |

## Skład kadry

### Boks
Mężczyźni
- Barbar Ali Khan – waga kogucia – 9. miejsce
- Asif Kamran Dar – waga lekka – 17. miejsce
- Abrar Hussain Syed – waga półśrednia – 17. miejsce
- Muhammad Youssef – waga superciężka – 9. miejsce

### Hokej na trawie
Mężczyźni
- Syed Ghulam Moinuddin, Qasim Zia, Nasir Ali, Abdul Rashid Al-Hasan, Ayaz Mahmood, Naeem Akhtar, Kalimullah, Manzoor Hussain, Hassan Sardar, Hanif Khan, Khalid Hamid, Shahid Ali Khan, Tauqir Dar, Ishtiaq Ahmed, Salim Sherwani, Mushtaq Ahmed – 1. miejsce

### Lekkoatletyka
Mężczyźni
- Muhammad Mansha

100 metrów – odpadł w eliminacjach
200 metrów – odpadł w eliminacjach
- Syed Meshaq Rizvi

400 metrów – odpadł w eliminacjach
800 metrów – odpadł w eliminacjach
- Muhammad Rashid Khan – rzut oszczepem – 21. miejsce

### Zapasy
Mężczyźni
- Muhammad Gul – waga półśrednia, styl wolny – niesklasyfikowany
- Abdul Majeed – waga lekkociężka, styl wolny – 7. miejsce

### Żeglarstwo
- Arshad Choudhry – Open Finn – 24. miejsce
- Muhammad Zakaullah, Munir Sadiq – Klasa 470 – 22. miejsce
- Khaled Akhtar, Naseem Khan, Adnan Youssef – Klasa Soling – 20. miejsce